# Xosé María Díaz Castro
Xosé María Díaz Castro (Guitiriz, Província de Lugo, 1914 - Lugo, 1990) fou un poeta i traductor gallec.

## Obra

### Poesia
- Nimbos, Editorial Galaxia, Vigo, 1961, 74 p., ISBN 978-84-7154-075-1.[2]
- Nimbes, Traducció de Vicent Berenguer. Paiporta-València: Denes, 1997, 86 p. Edició trilingüe. ISBN 978-84-88578-38-9